# Soňa Kovačevičová
PhDr. Soňa Kovačevičová, DrSc., rozená Žuffová, (12. prosince 1921 Liptovský Mikuláš –
27. prosince 2009) byla významná slovenská etnografka. Zabývala se zejména slovenskou lidovou architekturou a uměním. Výrazně se podílela na sestavení Etnografického atlasu Slovenska.

## Život
V letech 1939 až 1944 studovala na Univerzitě Komenského v Bratislavě nejprve germanistiku a romanistiku a později etnografii, archeologii a dějiny umění.
Po ukončení studií pracovala se dvěma vynucenými přestávkami, kdy byla propuštěna z politických důvodů, v Národopisném ústavu Slovenské akademie věd.
V roce 1991 jí byla udělena Národní cena Slovenské republiky.